# Lepidosperma brunonianum
Lepidosperma brunonianum är en halvgräsart som beskrevs av Christian Gottfried Daniel Nees von Esenbeck. Lepidosperma brunonianum ingår i släktet Lepidosperma och familjen halvgräs. Inga underarter finns listade i Catalogue of Life.